# لي فالك
لي فالك (بالإنجليزية: Lee Falk)‏‏ (28 أبريل 1911 في سانت لويس، ميزوري - 13 مارس 1999 في نيويورك) كاتب، ومخرج مسرحي، وكاتب سيناريو، وفنان قصص مصورة، وروائي، ومنتج، ورسام رسوم متحركة من الولايات المتحدة.

## الجوائز
- جائزة إنكبوت
- جائزة الفتى الأصفر [الإنجليزية]‏
- Adamson Awards [الإنجليزية]‏

## روابط خارجية
- لي فالك على موقع IMDb (الإنجليزية)
- لي فالك على موقع ألو سيني (الفرنسية)
- لي فالك على موقع أول موفي (الإنجليزية)
- لي فالك على موقع قاعدة بيانات الأفلام السويدية (السويدية)
- لي فالك على موقع قاعدة بيانات الفيلم (الإنجليزية)
- لي فالك على موقع كينوبويسك (الروسية)